# XV Quadriennale d'arte di Roma (saggio)
Il libro XV Quadriennale d'arte di Roma documenta la mostra della XV Quadriennale di Roma esposta nel 2008 al Palazzo delle Esposizioni a Roma.
La quindicesima edizione della principale rassegna sull'arte contemporanea italiana, con questa edizione reassume antologicamente la generazione di artisti emersa in Italia tra la metà degli anni novanta e il 2008.

## Volume
Il volume si apre con un testo di Luciano Fabro, alla cui memoria è stata dedicata la manifestazione. Seguono l'introduzione di Gino Agnese, presidente della Fondazione la Quadriennale, e i cinque saggi critici dei curatori della mostra:
- Tra le righe, di Chiara Bertola,
- Oblio e rinascita dell'arte italiana, di Lorenzo Canova,
- Per l'arte, dietro ai maestri, nella storia, di Bruno Corà,
- Inventare, costruire, trasfigurare: un'ipotesi contemporanea, di Daniela Lancioni, e
- L'ebbrezza del contemporaneo, di Claudio Spadoni,

che analizzano la situazione dell'arte italiana nel periodo in questione con riferimento ai 99 artisti in mostra.
Il catalogo delle opere illustra il lavoro di ciascun artista su doppie pagine a colori, rendendo le immagini ben visibili e contribuendo alla qualità documentaria della pubblicazione.
I linguaggi utilizzati dagli artisti sono la pittura, la scultura, il video, le installazioni e la net art e sono rappresentati nella raccolta senza vincoli tematici, offrendo una mappatura piuttosto esaustiva (nonostante l'assenza di alcuni artisti del periodo considerato) delle tendenze dell'arte contemporanea in Italia all'inizio del XXI secolo.
Il volume è arricchito in chiusura da brevi schede biografiche corredate dai ritratti fotografici e comprensive dell'elenco delle principali mostre degli artisti. Le schede sono a cura di Paola Bonani, Sonia Grossi, Caterina Piccolini.

## Edizioni
- Chiara Bertola, Lorenzo Canova, Bruno Corà, Daniela Lancioni, Claudio Spadoni., XV Quadriennale d'arte di Roma, (con un testo postumo di Luciano Fabro), collana Cataloghi, Marsilio Editori, 2008,  pp. 320,, ISBN 978-88-317-9532-6.